# خورخي كونتريرز
خورخي كونتريرز (بالإسبانية: Jorge Contreras Lira)‏ هو مدرب كرة قدم ولاعب كرة قدم تشيلي، ولد في 3 يوليو 1960 في سانتياغو في تشيلي. شارك مع منتخب تشيلي لكرة القدم. أما مع النوادي، فقد لعب مع سانتياغو واندررز وكولو-كولو ونادي أونيفرسيداد كاتوليكا ونادي بالستينو ونادي لاس بالماس.

## وصلات خارجية
- خورخي كونتريرز على موقع قاعدة بيانات كرة القدم.إي يو (الإنجليزية)
- خورخي كونتريرز على موقع ناشيونال فوتبول تيمز (الإنجليزية)
- خورخي كونتريرز على موقع عالم كرة القدم.نت (الإنجليزية)